# Негуш (дем)
 Тази статия е за административната единица.  За града, който е неин център, вижте Негуш.  
Нѐгуш (на гръцки: Δήμος Νάουσας, Димос Наусас, официално Δήμος Ηρωικής Πόλης Νάουσας, Дем на града герой Негуш) е дем в област Централна Македония на Република Гърция. Център на дема е едноименният град Негуш (Науса).

## Селища
Дем Негуш е създаден на 1 януари 2011 година след обединение на три стари административни единици – демите Негуш, Антемия и Иринуполи.

### Демова единица Антемия
Според преброяването от 2001 година дем Антемия (Δήμος Ανθεμίων) с център село Копаново (Копанос) има 8147 жители (2001) и в него влизат 7 села в областта Сланица:
- Демова секция Копаново

- село Копаново (Κοπανός, Копанос)

- Демова секция Голишани

- село Голишани (Λευκάδια, Левкадия)

- Демова секция Долно Копаново

- село Долно Копаново (Χαρίεσσα, Хариеса)

- Демова секция Минощица

- село Минощица (Μονόσπιτα, Моноспита)

- Демова секция Пископия

- село Пископия (Επισκοπή, Епископи)

- Демова секция Църмариново

- село Църмариново (Μαρίνα, Марина)
- село Фетица (Πολλά Νερά, Пола Нера)

### Демова единица Негуш
Според преброяването от 2001 година дем Негуш има 22 288 жители (2001) и в него влизат град Негуш и 9 села и един туристически център в областта Сланица:
- Демова секция Негуш

- град Негуш (Νάουσα, Науса)
- Гара Негуш (Σταθμός Νάουσας, Статмос Наусас)
- село Горно Шел (Άνω Σέλι, Ано Сели)
- село Гимново (Νέα Στράντζα, Ροδακινέα, Неа Страндза, Родакинеа)
- туристически център Свети Николай (Άγιος Νικόλαος, Агиос Николаос)

- Демова секция Аркудохор

- село Аркудохор (Αρκοχώρι, Аркохори)

- Демова секция Голема река

- село Голема река (Ροδοχώρι или Μέγα Ρέμα, Родохори или Мега Рема)
- село Държилово (Μεταμόρφωση, Метаморфоси)
- село Куцуфляни (Άγιος Παύλος, Агиос Павлос)

- Демова секция Хоропан

- село Хоропан (Στενήμαχος, Стенимахос)

- Демова секция Янаково

- село Янаково (Γιαννακοχώρι, Янакохори)

### Демова единица Иринуполи
Според преброяването от 2001 година дем Иринуполи (Δήμος Ειρηνούπολης) с център село Вещица Берска (Ангелохори) има 4006 жители (2001) и в него влизат 5 села в областта Сланица:
- Демова секция Вещица Берска

- село Вещица Берска (Αγγελοχώρι, Ангелохори)

- Демова секция Вещица Воденска

- село Вещица Воденска (Πολυπλάτανος, Полиплатанос)

- Демова секция Горно Жервохор

- село Горно Жервохор (Άνω Ζερβοχώρι, Ано Зервохори)
- село Жервохор (Παλαιό Ζερβοχώρι, Палео Зервохори)
- село Ново село (Αρχάγγελος, Архангелос)